# Nophodoris infernalis
Nophodoris infernalis is een slakkensoort uit de familie van de Discodorididae. De wetenschappelijke naam van de soort is voor het eerst geldig gepubliceerd in 2001 door Valdés & Gosliner.